# یورگی لوئیز دوس سانتوس دیاز
یورگی لوئیز دوس سانتوس دیاز (به پرتغالی: Jorge Luís dos Santos Dias) مدافع اهل برزیل است که در شهر نووا ایگواسو و در تاریخ ۱۱ فوریهٔ ۱۹۷۶ به دنیا آمده‌است.
یورگی لوئیز دوس سانتوس دیاز در تیم‌های فوتبال Fluminense سابقهٔ حضور دارد.